# چاندون روی
چاندون روی (انگلیسی: Chandon Roy؛ زادهٔ ۴ مهٔ ۲۰۰۷) بازیکن فوتبال اهل بنگلادش است.
وی همچنین در تیم‌های ملی فوتبال زیر ۲۰ سال بنگلادش و بنگلادش بازی کرده است.